# ECC 메모리

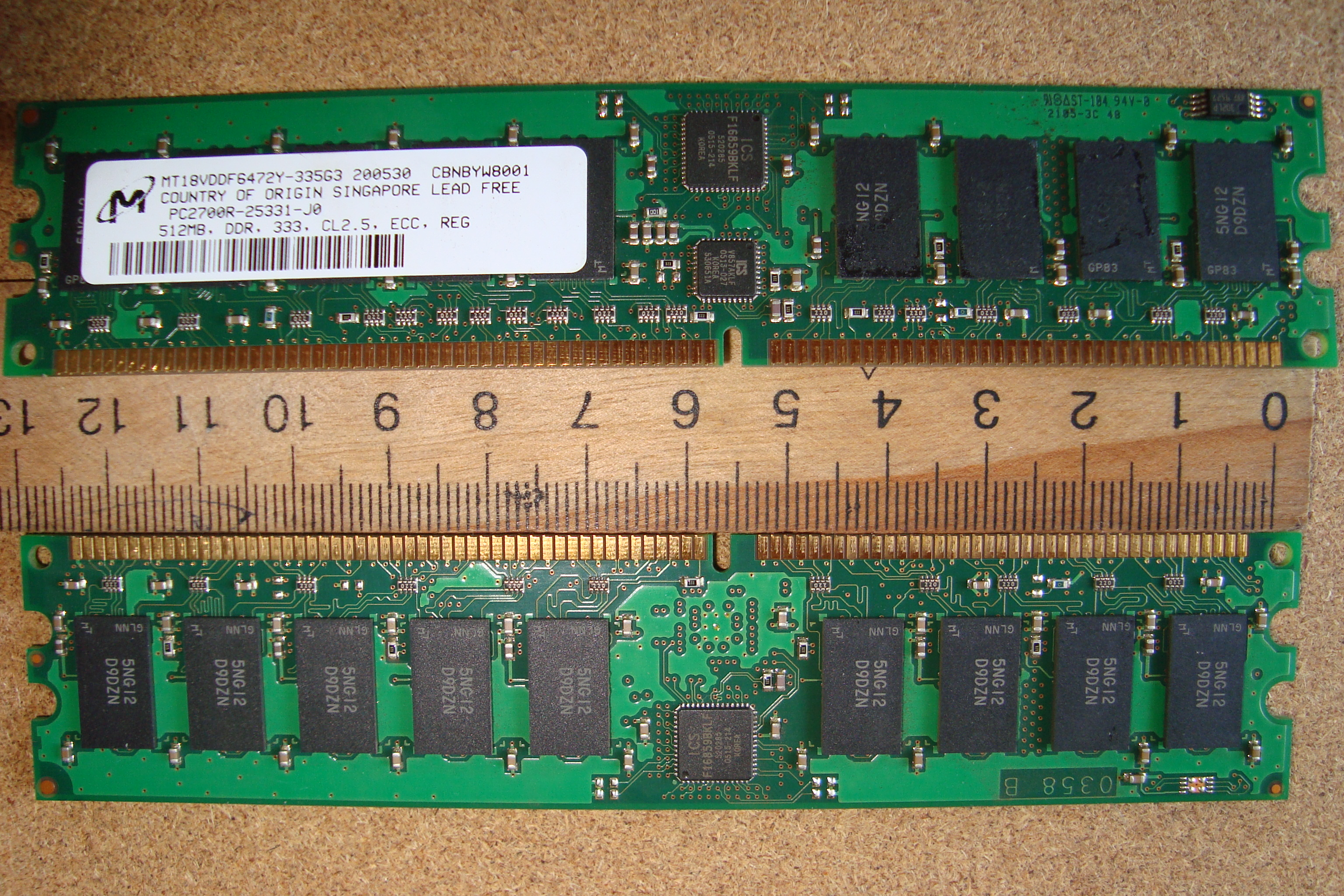
ECC DIMM은 일반적으로 각 면에 9개의 메모리 칩이 있으며 보통 각 측면에 여덟 개의 메모리 칩이 있는 비 ECC DIMM보다 각 측면에 한 개 더 많은 메모리 칩이 있는 것이다.(일부 모듈은 5개 또는 18개가 있을 수 있다)

오류 정정 코드 메모리(Error correction code memory), 즉 ECC 메모리(ECC memory)는 가장 일반적인 종류의 내부 데이터 손상을 감지하고 수정하는 기억 장치의 일종이다. ECC 메모리는 계산과학, 금융 컴퓨팅 등 모든 상황에서 데이터 손상에 대처해야 하는 대부분의 컴퓨터에 사용된다.
일반적으로 ECC 메모리는 싱글 비트 오류에 메모리 시스템이 면역되도록 관리한다. 각 워드로부터 읽은 데이터는 무조건 기록되는 데이터와 동일해야 하는데, 이는 실제로 저장되는 하나 이상의 비트가 잘못된 상태로 플립(flip) 되더라도 마찬가지이다. 대부분의 비 ECC 메모리는 오류를 감지할 수 없으며, 패리티(parity)를 지원하는 일부 비 ECC 메모리는 오류를 감지할 수는 있으나 정정 기능은 없다.

## 문제 배경
DRAM의 단일 비트가 컴퓨터 시스템 내부의 전기적 또는 자기적 간섭으로 인해 자연스럽게 반대 상태로 바뀔 수 있는데, 처음에는 주로 칩 포장재의 오염물질에 의해 방출되는 알파 입자 때문이라고 생각되었으나, 연구를 통해 DRAM 칩의 일회성 소프트 에러의 대부분은 주로 2차 우주선의 중성자에 의한 배경 방사능의 결과로 발생하며, 이는 하나 이상의 메모리 셀의 내용을 변경하거나 읽기 또는 쓰기에 사용되는 회로를 방해할 수 있다는 것을 밝혀냈다. 이러한 이유로 오류율은 고도가 증가할수록 급격히 증가하는데, 예를 들어 해수면 대비 중성자 선속은 1.5 km에서 3.5배, 10–12 km (상용 항공기의 순항 고도)에서 300배 더 빠르다. 결과적으로, 높은 고도에서 작동하는 시스템은 신뢰성을 위해 특별한 규정이 필요하다.
이러한 예로, 1997년 발사된 우주선 카시니-하위헌스가 있다. 카시니-하위헌스는 두 개의 동일한 비행 기록기에 각각 상용 DRAM 칩 배열의 형태로 2.5 Gbit의 메모리를 탑재했으며, EDAC가 내장되어 있어, 카시니-하위헌스의 엔지니어링 텔레메트리(telemetry)는 싱글 비트 워드 오류 (수정 가능) 수와 듀얼 비트 워드 오류 (수정 불가능) 수를 보고했다. 처음 2년 6개월간 비행하는 동안, 카시니-하위헌스는 하루에 약 280개의 오류를 보고했으며, 거의 일정한 싱글 비트 오류율을 보였다. 그러나 1997년 11월 6일, 우주에서의 첫 달 동안, 오류의 수는 하루에 4배 이상 증가했는데, 증가의 원인은 인공위성 GOES 9에 의해 탐지된 태양 입자 방출 (solar particle event) 이었다.